# Millettia harmandii
Millettia harmandii är en ärtväxtart som beskrevs av François Gagnepain. Millettia harmandii ingår i släktet Millettia och familjen ärtväxter. Inga underarter finns listade i Catalogue of Life.